# Trolejbusová doprava v Samtredii
Jedním z gruzínských měst, kde byla v provozu trolejbusová doprava, byla i Samtredia.
Trolejbusy začaly v Samtredii jezdit 28. srpna 1982, po Zugdidi se tedy jednalo o druhý nejmladší gruzínský trolejbusový systém. Maximální délky dosáhla samtredijská síť v roce 1986, kdy měřila 22,5 km a na čtyřech linkách jezdilo 15 trolejbusů. Součástí provozu byla také meziměstská trať do sousední obce Kulaši. Ještě v roce 1999 byly v Samtredii provozní dvě linky, které obsluhovalo 8 vozidel. V únoru 2004 došlo ke zrušení trolejbusové sítě, přičemž trolejové vedení bylo zřejmě odprodáno do Turecka.
Do Samtredie byly přímo dodány pouhé dva trolejbusy československé výroby. Konkrétně šlo o typ Škoda 14Tr. Kromě nich zde jezdily i ruské vozy ZiU-9. Objevily se zde i legendární „devítky“ (Škoda 9Tr), ovšem pouze již jako ojeté a odkoupené z jiných měst.